# Kąsaczokształtne
Kąsaczokształtne (Characiformes) – rząd słodkowodnych ryb promieniopłetwych (Actinopterygii) o uzębionych szczękach, obejmujący około 1700 gatunków występujących w strefie tropikalnej Afryki i obu Ameryk. W Ameryce Południowej mają duże znaczenie w rybołówstwie. Wiele gatunków to popularne ryby akwariowe (m.in. bystrzyki, zwinniki, neony i hokejówki). Prawdopodobnie najstarszym przedstawicielem, znanym w zapisie kopalnym od kredy, jest Santanichthys.

## Cechy charakterystyczne rzędu
Dobrze rozwinięte zęby, większość żywi się pokarmem zwierzęcym, zęby gardłowe słabo wyspecjalizowane (z wyjątkiem ukośnikowatych). U większości występuje płetwa tłuszczowa, a ciało jest pokryte łuskami – u niektórych są to łuski ktenoidalne. Jedynie u Gymnocharacinus bergii brak płetwy tłuszczowej, a ciało dorosłych osobników jest prawie bezłuskie. W płetwach brzusznych 5–12 promieni, w odbytowej mniej niż 45 promieni, a w ogonowej zwykle 19 promieni głównych. Linia boczna często jest zakrzywiona. Wąsiki nie występują. 3–5 promieni branchiostegalnych (podskrzelowych) i zazwyczaj 3 kości zaskoblowe. Długość ciała najmniejszych gatunków nie przekracza 3 cm. Największe osiągają około 1,4 m długości.

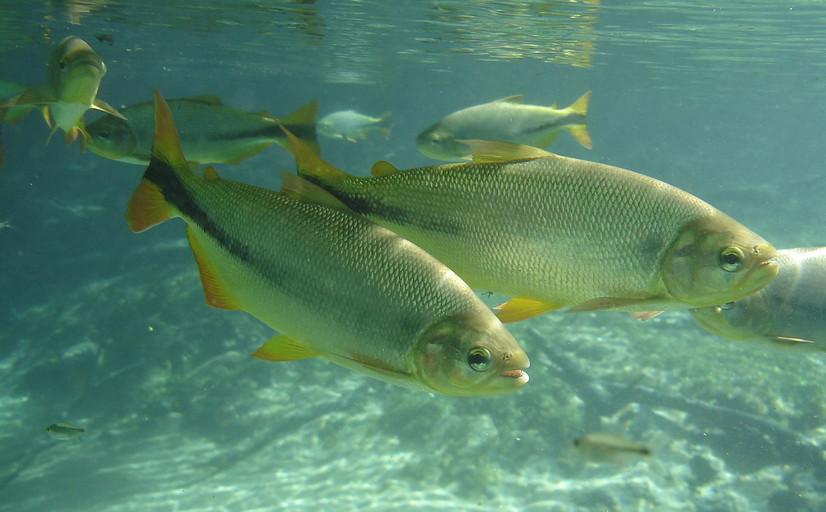
Brycon hilarii

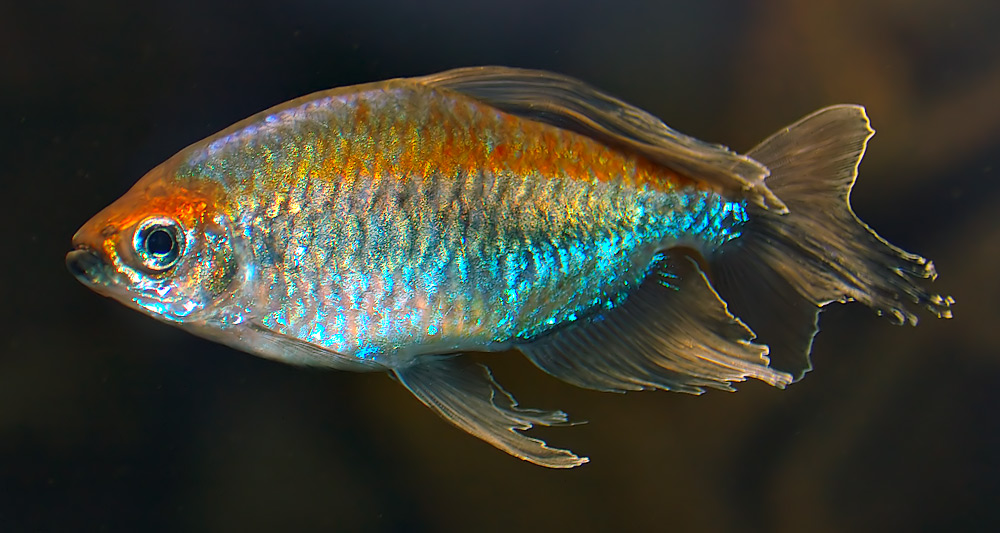
Świecik kongijski (Phenacogrammus interruptus)

## Rodziny
Do kąsaczokształtnych zaliczane są następujące rodziny: 

- Citharinidae Günther, 1864 – prostnikowate
- Distichodontidae Günther, 1864
- Crenuchidae Günther, 1864
- Alestidae Cockerell, 1910 – alestesowate
- Hepsetidae Hubbs, 1939
- Tarumaniidae  de Pinna, Zuanon, Rapp Py-Daniel & Petry, 2017 – jedynym przedstawicielem jest Tarumania walkerae de Pinna, Zuanon, Rapp Py-Daniel & Petry, 2017
- Erythrinidae Valenciennes, 1847
- Parodontidae Eigenmann, 1910
- Cynodontidae Eigenmann, 1903
- Serrasalmidae Bleeker, 1859 – piraniowate
- Hemiodontidae Bleeker, 1859 – tuńczakowate
- Anostomidae Günther, 1864 – ukośnikowate
- Chilodontidae Eigenmann, 1903
- Curimatidae Gill, 1858 – diamentnikowate, brzankąsaczowate
- Prochilodontidae Eigenmann, 1909
- Lebiasinidae Gill, 1889 – smukleniowate
- Ctenoluciidae Schultz, 1944 – szczupieńcowate
- Chalceidae Fowler, 1958
- Triportheidae Fowler, 1940
- Gasteropelecidae Bleeker, 1859 – pstrążeniowate, pstrążenicowate
- Bryconidae Eigenmann, 1912
- Iguanodectidae Eigenmann, 1909
- Acestrorhynchidae Eigenmann, 1912
- Characidae Latreille, 1825 – kąsaczowate